# В'язовий (притока Сули)
В'я́зовий (також: В'язівка, В'язівок) — річка в Україні, в межах Лубенського району Полтавської області. Права притока Сули (басейн Дніпра).

## Опис
Довжина річки 12 км, площа басейну 31,7 км². Долина вузька, глибока, місцями з крутими схилами, порізана балками і ярами. Річище слабозвивисте, часто пересихає, в нижній течії випрямлене. Споруджено кілька невеликих ставків. 

## Розташування
В'язовий бере початока на північ від села Малого В'язівка. Тече спершу на південь, далі — переважно на південний схід і схід. Впадає до Сули на схід від села В'язівка. 